# Gaston Tuaillon
Gaston Tuaillon  (* 23. Dezember 1923 in Fourneaux (Savoie); † 7. Juni 2011 in Grenoble) war ein französischer Romanist und Dialektologe.

## Leben und Werk
Tuaillon machte 1941 Abitur in Saint-Jean-de-Maurienne. Er engagierte sich in der Résistance, studierte  und  unterrichtete an Schulen in Lyon. 1953 bestand er die Agrégation, unterrichtete bis 1957 in Mâcon und Lyon und hatte von 1957 bis 1961 eine Forschungsstelle in Paris. Dann ging er an die Universität Grenoble. 1972 habilitierte er sich in Straßburg bei Georges Straka mit der Arbeit Etudes de dialectologie gallo-romane.  Er wurde in Grenoble Professor für französische Sprachgeschichte und galloromanische Dialektologie (1989 emeritiert).
Von 1973 bis 1980 war Tuaillon Generalsekretär der Société de Linguistique Romane.

## Weitere Werke
- Comportement de recherche en dialectologie française, Paris 1976
- (mit Jean-Baptiste Martin) Atlas linguistique et ethnographique du Jura et des Alpes du Nord. Francoprovençal central, 3 Bde., Paris 1971-1981
- (mit Ernest Schüle, Rose-Claire Schüle und Tullio Telmon)   L'Atlas des patois valdôtains. Etat des travaux 1978, Aosta 1979
- Les régionalismes du français parlé à Vourey, village dauphinois, Grenoble 1983
- Le francoprovençal. Progrès d'une définition,  Aostatal 1983
- (Hrsg.) Du Moyen Age au 19ème siècle. Hommage à Robert Deschaux, Grenoble 1989
- (Hrsg. mit Michel Contini) Atlas linguistique roman, 4 Bde., Rom 1996-2009 (weitere Bde. in Arbeit)
- (Hrsg. und Übersetzer) Laurent de Briançon, Trois poèmes en patois grenoblois du XVIe siècle,  Grenoble 1996
- (Hrsg. und Übersetzer) Bernardin Uchard, La Piedmontoize. Poème en francoprovençal de Bresse, en hommage au Maréchal Lesdiguières (1619), Rom 2000
- (Hrsg. und Übersetzer) La littérature en francoprovençal avant 1700, Grenoble 2002
- (Übersetzer, französisch) Le mystère de Sant Anthoni de Viennès 1503. Das Mysterienspiel vom heiligen Antonius aus dem Viennois.  Le mystère de Saint-Antoine de Viennois.  Codex Antonii 1426, hrsg. von Joseph Kiermeier-Debre, München 2002
- Le francoprovençal. Tome premier. Définition et délimitation. Phénomènes remarquables, Aostatal 2007
- (Hrsg. und Übersetzer) Nicolas Martin, Noëls et chansons en français et en patois savoyard (Lyon 1555), Montmélian 2008